# Kurt Nekula
Kurt Nekula (* 8. November 1955 in Wien) ist ein österreichischer Politiker (SPÖ) und ehemaliger Abgeordneter zum Österreichischen Nationalrat.

## Beruf
Kurt Nekula unterrichtete Musik und Mathematik in der Wiener Mittelschule in der Anton-Krieger-Gasse und engagierte sich bei den Kinderfreunden, der Gesellschaft der österreichischen Kinderdörfer und dem Pflichtschulelternverband. Nachdem Claudia Schmied Unterrichtsministerin wurde, übernahm Nekula die Agenden Bildungsplanung, -forschung und Unterrichtsprinzipien im Unterrichtsministerium.
Nekula war bis 2023 Präsident des Vereins Licht ins Dunkel. Im April 2023 wurde Ines Stilling zu seiner Nachfolgerin gewählt.

## Politik
Nekula ist seit dem Alter von 17 Jahren Mitglied der SPÖ. Mit der Wahl von Alfred Gusenbauer zum SPÖ-Parteichef engagierte sich Nekula auch in Gusenbauers Wahlkampf. Nach dem Rücktritt von Alexander Zach wurde Nekula am 24. September 2008 als Abgeordneter im Nationalrat angelobt. Auf Grund der am 28. September 2008 durchgeführten Nationalratswahl 2008 schied Nekula schon kurze Zeit später wieder aus dem Nationalrat aus. Er kandidierte bei dieser Wahl nur auf Platz 43 der SPÖ-Bundesliste.

## Privates
Nekula ist verheiratet und ist Vater dreier Kinder.